# Tittwiesen
Das Quartier Tittwiesen ist ein Ortsteil in Chur im schweizerischen Kanton Graubünden. Das Quartier liegt im Mittelosten der Stadt, ist unterteilt in Nordtittwiesen und Südtittwiesen und grenzt an die Quartiere Lacuna, Dreibünden, Rhein, Wiesental und Chur City.
Koordinaten: 46° 51′ 30,9″ N, 9° 31′ 35,3″ O; CH1903: 759194 / 191834